# 約翰·格魯伯
約翰·格魯伯（英語：John Gruber，1973年—）是一名來自美國賓夕凡尼亞州的作家、網誌編者、用戶介面設計師及Markdown發布格式的發明者。他在卓克索大學取得電腦科學理學士後，在2000－02年在Bare Bones Software和於2005－06年在Joyent工作。2002年起，他撰寫了科技網誌《Daring Fireball》。他亦主持播客The Talk Show。2013年，格魯伯、Brent Simmons和Dave Wiskus創辦了Q Branch，並開發了Vesper筆記應用程式。

## 外部連結
- 《Daring Fireball》 （页面存档备份，存于）（英文）
- Q Branch （页面存档备份，存于）（英文）